# 泥龙镇
泥龙乡，是中华人民共和国四川省巴中市平昌县下辖的一个乡镇级行政单位。2020年5月，将笔山镇金堂村所属行政区域划归泥龙镇管辖。

## 行政区划
泥龙乡下辖以下地区：
小山村、沙溪村、牛角村、石仓村、青山村、花井村、金华村、瓦桥村和多佛村。